# Margaret Ewing
Margaret Ewing (* 1945 in Lanark als Margaret McAdam; † 21. März 2006) war eine schottische Politikerin und Mitglied der Scottish National Party (SNP).
Ewing besuchte die Biggar High School und studierte anschließend an der Universität Glasgow, der Universität von Strathclyde und dem Jordanhill College. Margaret Ewing war die Ehefrau des Politikers Fergus Ewing und Schwägerin von Annabelle Ewing.

## Britisches Unterhaus
Erstmals trat Ewing, nach ihrem ersten Ehemann als Margaret Bain, bei den Unterhauswahlen im Oktober 1974 zu nationalen Wahlen an. Sie errang das Direktmandat des Wahlkreises East Dunbartonshire mit 22 Stimmen Vorsprung vor dem konservativen Barry Henderson. Sie verlor ihren Parlamentssitz bei den folgenden Unterhauswahlen 1979. Zum Ende der Legislaturperiode wurde der Wahlkreis East Dunbartonshire aufgelöst und Ewing trat bei den Unterhauswahlen 1983 für den Wahlkreis Strathkelvin and Bearsden an. Sie erhielt jedoch nur die vierthöchste Stimmenanzahl. Bei den Unterhauswahlen 1987 errang Ewing das Direktmandat des Wahlkreises Moray und zog abermals in das Unterhaus ein. Sie verteidigte ihr Mandat bei den folgenden Wahlen 1992 und 1997. Zu den Unterhauswahlen 2001 trat Ewing nicht an. Ihr Parteikollege Angus Robertson konnte den Wahlkreis für sich gewinnen.

## Schottisches Parlament
Bei den Parlamentswahlen 1999 kandidierte Ewing im Wahlkreis Moray. Sie errang das Direktmandat und zog in das neugeschaffene Schottische Parlament ein. Bei den Parlamentswahlen 2003 verteidigte Ewing ihr Mandat. Ewing kündigte später an, bei den folgenden Parlamentswahlen nicht mehr zu kandidieren. Sie starb im Frühjahr 2006 an Brustkrebs, gegen den sie schon zuvor behandelt wurde. Bei den folgenden Nachwahlen am 27. April 2006 konnte Ewings Parteikollege Richard Lochhead das Mandat deutlich gewinnen.